# أرخيلاوس
أرخيلاوس (باليونانية: Ἀρχέλαος)هو ابن أكسليوس أول والملك السابع لأسبرطة من سلالة أجيداي وأب تيلكلاس الذي سيخلف الحكم من بعده.

## وصلات خارجية
- مولر، كارل أوتفريد تاريخ وآثار السلالة الدورية. (باللغة الإنجليزية)